# Port lotniczy Saravane
Port lotniczy Saravane (IATA: VNA, ICAO: VLSV) – port lotniczy położony w Saravane w Laosie.